# Arbeidsinspectie
De Arbeidsinspectie is een ambtelijke dienst of meerdere diensten die toezien op de regels rondom werk zoals de arbeidsomstandighedenwetgeving in een land, zoals in Nederland de Arbeidsomstandighedenwet.

## België
De Belgische Arbeidsinspectie  is samengesteld uit meerdere diensten. Dit zijn de twee algemene directies van de Federale Overheidsdienst Werkgelegenheid, Arbeid en Sociaal Overleg, de Federale Overheidsdienst Sociale Zekerheid, de Rijksdienst voor Sociale Zekerheid en de Rijksdienst voor Arbeidsvoorziening. Het heeft een gelijkaardige functie als de Nederlandse Arbeidsinspectie.

## Nederland
In Nederland werd in 1890 de Arbeidsinspectie (AI) opgericht op grond van het bepaalde in de Arbeidswet 1889. Als dienst van het ministerie van Sociale Zaken (en Werkgelegenheid) bestond de inspectie tot 2012. Op 1 januari 2012 is de Arbeidsinspectie samengevoegd met de Inspectie Werk en Inkomen (IWI) en de Sociale Inlichtingen- en Opsporingsdienst (SIOD) van hetzelfde ministerie. De nieuwe naam werd Inspectie SZW (I-SZW), een onderdeel van het Ministerie van Sociale Zaken en Werkgelegenheid (SZW). Op 1 januari 2022 is de naam van de dienst gewijzigd naar Nederlandse Arbeidsinspectie (NLA).